# Марек Шварц
Марек Шварц (9 травня 1892 — 28 грудня 1958) — художник і скульптор, був членом Паризької школи,  а також одним із співзасновників єврейського авангардного руха у Польщі за назвою "Юнг-їдиш" (українською "Молодий їдиш"). 

## Життєпис
Марек Шварц народився у маленькому місті Згеж недалеко від Лодзя у Польщі 9 травня 1892 року. Він був наймолодшим з десяти дітей у родині.  Його батько Ісахар Моше Шварц (1859–1939) був ортодоксальним євреєм, який брав активну участь у житті єврейської громади Згежа та русі Гаскали.  Ісахар мав сіоністські погляди, брав активну участь у Першому сіоністському конгресі. 
З 1910 по 1914 рік Марек жив і вивчав мистецтво в Школі витончених мистецтв у Парижі. Він жив у готелі «Ла Рюш» разом із Сутіном, Марком Шагалом та Модільяні. У цей час він разом із іншими молодими єврейськими авангардистами заснував перший єврейський художній журнал «Махмадім» («Дорогоцінні» з іврита). У 1913 році він виставив свою першу скульптуру «Єва» в Осінньому салоні.
Між 1914 і 1917 роками Шварц подорожував Російською імперією, провівши час в Одесі та Києві, а також працюючи в єврейському літературному гуртку Менделе Мойхер-Сфоріма, Ахада Ха-Ама та Хаїма Нахмана Бялика. У 1918 році він заснував – разом із іншими художниками, наприклад Мойше Бродерзоном, «Юнґ-їдиш», першу єврейську авангардну художню групу в Польщі. 
Під час Першої світової війни Шварц повернувся до Польщі. У 1919 році він зустрів свою майбутню дружину Гину Пінкас (повне ім'я Регіна), яка була письменницею. Після закінчення війни вони разом повернулися до Парижа, де продовжали мешкати до початку Другої світової війни. Саме в цей міжвоєнний період він створив деякі зі своїх найвидатніших та найоригінальніших робіт з кованої міді, які виставлялися в Салоні Тюїльрі та стали предметом монографії відомого мистецтвознавця Луї Воселя. 
У міжвоєнний час, у1922–1923 роках, Шварц також працював у берлінсько-варшавському авангардному їдиш-журналі «Альбатрос» (אלבאַטראָס) під редакцією поета і публіциста Урі Цві Грінберг. 
Після оккупації Польщі в 1939 році, Шварц добровольцем пішов до польської армії у вигнанні, а після окупації Франції втік з польською армією до Шотландії. Його родина теж змогла втекти через Лісабон до Англії. 
Після війни він повернувся до Парижа з дружиною та дочкою Терезкою Торрес, яка служила у Вільних французьких силах генерала Шарля де Голля в Лондоні. Його донька опублікувала дві книги, значною мірою присвячені життю її батька. У післявоєнний період Марек Шварц присвятив більшу частину свого часу скульптурі з каменю та дерева, а також ливарству з бронзи. Деякі з робіт ціого періоду були передані до Музею мистецтва та історії юдаїзму в Парижі.
Його донька Терезка Торрис написала дві книги, присвячені її татові. В одній з них, "The Converts", вона розповідає про те, як її батьки вирішили змінити религію. 

## Творчість
Религія мала особливий вплив на його творчість, у його роботах було багато посиланнь до Старогу Заповіту, а після того, як він у 1919 році разом із дружиною перейшов в католицизм — і до Новогу Заповіту. Але незважаючи на зміну віри він продовжив вважати себе євреєм та брати велику участь у єврейському культурному житті, був активним членом "Юнг-Їдиша" та публікував статті у варшавському литературному журналі на їдиші. 
Його стиль поєднував неокласицизм та єврейські народні мотиви. Марек Шварц також надихався африканським традиційним мистецтвом.
Шварц виставлявся в багатьох провідних галереях, наприклад, в галереї «Нове художнє коло» Ізраїля Бера Ноймана в Нью-Йорку в 1926 році, галереї Фріца Гурлітта в Берліні, галереї «Лілла» в Стокгольмі та галереї «Людвіг Шамес» у Франкфурті. 